# 犹太人大屠杀幽默
与納粹大屠殺相关的幽默大致有这几个方面：與生活在納粹德國和纳粹集中营与灭绝营的犹太人有關的幽默，這是一種黑色幽默；纳粹时期的德国人讲的犹太笑话；现代反犹太主义黃色笑話。

## 犹太人大屠杀幽默面面观
德国导演、制片人、作家鲁道夫·赫尔佐格于2011年出版的著作《死去的滑稽》（Dead Funny）中探讨了犹太人大屠杀幽默中的两個方面：被压迫者的幽默和压迫者的幽默。鲁道夫·赫尔佐格的观点之一是，当时的德国幽默能向我们展现普通德国公民其實對本国政府的暴行有一定的了解。
犹太人大屠杀幽默研究學者哈亚·奥斯特罗弗認為，幽默是受害者忍耐大屠杀暴行的防御机制。她写道，直到最近，集中营里的幽默笑話依旧不为公众所知晓，也得不到学界的关注。这种现象背后的最常见原因就是大多数人都认为讨论大屠杀中的幽默会被当作贬损犹太大屠杀受害者、伤害集中營受害者感情、故意淡化种族灭绝。另一个原因是幸存者不愿重提那些與大屠杀有關的幽默。另外，学者们也认为大屠杀幸存者並不是很在意這些幽默笑話。2009年，以色列猶太大屠殺紀念館出版了希伯来语书籍《若无幽默我们必将自绝于世》。2014年，该书的英文版“It Kept Us Alive：Humor as A Defense Mechanism in the Holocaust”（我们靠它生存：犹太人大屠杀中的幽默防御机制）也得到出版。书中收录了哈亚·奥斯特罗弗博士对55位大屠杀幸存者的采访记录，博士提出的主要问题是“能否请你描述或给我们讲讲大屠杀中的幽默？”
考虑到关于大屠杀的笑话的残酷性，我们必须将“绞刑架幽默”，即受害者的幽默与特定社会群体的压迫者或仇恨者的“病态幽默”区分开来。  “绞刑架幽默”是一种应对机制， 而“病态幽默”是一种侵略工具。 
鉴于大屠杀笑话的残忍性，我们必须明确区分“黑色幽默”（如受害者们的幽默）与源自施暴者或仇视特定社会群体者的“粗俗幽默”。“黑色幽默”是一种因應机制，而“粗俗幽默”则是一種奚落、攻擊人的舉動。

### 纳粹隔都与集中营里的大屠杀幽默
精神病学家、奥斯维辛集中营幸存者维克多·弗兰克在著作《一个心理学家的集中营经历》中写道：“局外人若发现集中营中存在近似于艺术的东西，一定会大为震惊，若要听闻人还能在集中营里找到一丝幽默，局外人也许会更为惊愕；当然，这微弱的幽默仅仅只会持续几秒或几分钟。幽默是灵魂自我防卫之战斗的另一把武器”…“试图培养幽默感，用幽默的眼光看待事物，是人在学习生存之道的过程中习得的本领。”弗兰克接着又给出了一个在阴郁境况下發揮幽默的例子。当时，他们正在被转运到另一座营地，火车正在接近一座横跨多瑙河的桥。河对岸是毛特豪森-古森集中營。“当时不在场的人根本无法想象囚徒们在车厢里跳起的喜悦之舞是什么样子。”囚徒们得知营中没有火葬场后，他们“笑着，讲着笑话，完全不顾即将要经受的一切。”“对不正常的情境做出不正常的反应，这才是正常行为的本质”。
哈亚·奥斯特罗弗在采访记录合辑《若无幽默我们必将自绝于世》中将笑话分为三大类：自我幽默、黑色幽默，以及关于食物的幽默。她发现，食物笑话是犹太人大屠杀时期所独有的。一位受访者提到犯人们在初到奥斯维辛时便被剃光头发的故事。很多女人都在哭泣，而她却大笑起来。被问及原因，她答道，自己这辈子还从未免费理过发。
黑色幽默则是人们在意识到死亡后采取的减压方式。華沙猶太區流传着这样一个著名例子：“Moishe，你为什么会用香味这么重的肥皂？”——“至少我会在被他们做成肥皂后好闻一些”。一些与肥皂相关的笑话源自从1942年开始流传的用犹太人的脂肪做肥皂的流言（人尸油肥皂）。。
在该项研究中，7%的幽默都与食物有关。受访者们提到，因为食物总是不够吃，食物就成了常见话题，也就出现了很多关于食物的笑话。一位受访者回忆：有一群人喜欢讨论食谱。突然，其中一人没了兴致，不再交流。“她这是怎么了？”——“我觉得她把蛋糕做糊了”。
犹太大屠杀幸存者伊曼紐爾·林格布魯姆曾组织团队秘密收集过大屠杀时期的档案，这也就是林格布魯姆档案。档案记录了纳粹组建的華沙猶太區里面的日常生活。除了其他方面，档案收录了关于波兰人、纳粹、希特勒以及斯大林等人的笑话。笑话中有很多都是关于生活、死亡、疾病、饥饿以及自嘲笑话。

### 现代时期
在德国，当众讲犹太人大屠杀笑话是违法行为。

#### 反犹主义
为证明大屠杀笑话是国际现象，Dundes和Hachild引用了一个在1980年代的德国和美国都曾流传过的笑话：“一辆大众汽车里能装多少犹太人？”——“506个。6个坐在车座上，500个放在烟灰缸里”。

#### 犹太人大屠杀幽默的可接受性
Adam Muller和Amy Freier写道，現在越来越多的人开始無拘無束地讲关于大屠杀的笑话。他们将其归因于各方面原因，其中一大原因就是大屠杀幸存者那一代人已大多不在人世，当年的暴行已没有目击证人，只有他们才能提供令人感伤的第一手证词。尽管如此，“犹太人大屠杀礼节”（Holocaust etiquette）还是规定要将这一历史事件视作唯一的、庄重的，且在一定程度上神圣的事情。也有其他人認為幽默可以作为抚平纳粹恐怖留下的伤痛的手段”。

#### 公众争议
- 2009年：美国作家羅珊·巴爾因为制作了希特勒与一盘“烤糊的犹太饼干”的合影而招致强烈声讨，而她自己其实就是犹太人[14][15][16]。

- 2016年：凱蒂·韋塞爾（英语：Katie Waissel）参与英国真人秀剧集名人大哥第18季（英语：Celebrity Big Brother (British series 18)）時，克里斯托弗‧比金斯（英语：Christopher Biggins）因对身为犹太人的凱蒂·韋塞爾讲种族主义笑话而被趕出剧组[17]。
- 2020年夏季奧林匹克運動會相關問題：2021年7月21日，奥运会开闭幕式导演小林贤太郎曾在1998年编写喜剧剧本时加入納粹大屠殺内容，还曾讲过恶毒的反犹主义笑话，包括“让我们来玩一把犹太人种族灭绝游戏吧”。之后，小林被开除出了奥委会[18][19]。

- 2022年：英国喜剧演员吉米·卡爾在他的Netflix特别喜剧《His Dark Material》中表示罗姆人种族灭绝是一件“积极”的事，之后引发众怒。卡尔的言论被诸多大屠杀纪念以及反种族主义慈善组织广泛谴责，英国国内的很多政客也批判了他，呼吁Netflix将这部作品下线[20]。